# Hyphessobrycon parvellus
Hyphessobrycon parvellus is een straalvinnige vissensoort uit de familie van de karperzalmen (Characidae). De wetenschappelijke naam van de soort is voor het eerst geldig gepubliceerd in 1911 door Ellis.
De soort wordt onder andere gevonden in de MNCE, de mid-noordoostelijke Caatinga Ecoregio met name in de rivier beneden het Argemiro Figueiredo-reservoir. Dit ligt in een semi-aride streek van noordoost-Brazilië.